# Jankowiec
Jankowiec (niem. Jonasdorf) – wieś w Polsce, położona w województwie warmińsko-mazurskim, w powiecie ostródzkim, w gminie Ostróda.
Do 2024 r. miejscowość była częścią wsi Rudno. W latach 1975–1998 Jankowiec administracyjnie należał do województwa olsztyńskiego.

## Historia
Wieś założona w 1328 roku, prawdopodobnie jako wieś pruska. Po wojnie polsko-krzyżackiej w jeszcze w 1416 17 "radeł" (miara powierzchni) zieli leżało odłogiem. W 1480 r. Stefan von Streitberg nadał 20 włók Ściborowi z Zaworowa (możliwe, że błąd w zapisach lub odczytaniu starych dokumentów, może chodziło o Zaborowo), Moreczkowi z Zaworowa, Zachariaszowi i Piotrowi. Nieco później, w 1492 r. komtur ostródzki nadał 9,25 włóki Klausowi Pawłowskiemu i Jakubowi z Jankowca. Około roku 1500 Krzysztof Lipski sprzedał swój majątek w Jankowcu Mateuszowi z Pawłowa. Według danych z 1563 r. we wsi było sześciu wolnych, zobowiązanych do świadczeń w naturze. W XVI wieku miasto Ostróda wnosiło skargę na wolnych, sołtysa i chłopów, że sprzedają swoje nadwyżki towarowe w innych miastach. W 1577 r. w Jankowcu trzech wolnych gospodarzyło na 30. włókach. Poza nimi we wsi było dziewięciu zagrodników, kowal i 21 osób wiejskiej biedoty. Z roku 1578 pochodzi informacja, że niejaki Andrzej Kusza sprzedał 6,5 włóki synowi Fryderykowi. Natomiast w 1632 r. wdowa Kusza sprzedała ponad trzy włoki Janowi Kamińskiemu.
W 1783 roku we wsi było dziewięć domów. W 1895 r. wieś obejmowała 147 ha ziemi i mieszkało w niej 65 osób.
W 1925 roku w Jankowcu mieszkało 81 osób. W 1939 r. we wsi było 87 mieszkańców.